# Secteur résidentiel
Pour les articles homonymes, voir résidentiel.
Secteur résidentiel utilisé dans différents domaines comme la construction, l'énergie ou l'équipement, etc., évoque un regroupement d'activités au sein de ces domaines lié au logement et à l'habitat.

## Domaine de l'énergie

### En Europe
En France le « résidentiel-tertiaire » employé dans une approche énergétique regroupe les consommations d’énergie des ménages liées à leur résidence et les consommations du secteur tertiaire hors transport.

### Aux États-Unis
Le secteur résidentiel défini par l'Energy Information Administration américaine est un secteur d'utilisation de l'énergie qui consiste en des quartiers d'habitation (résidentiel) pour les ménages privés. Les utilisations courantes de l'énergie associées à ce secteur comprennent le chauffage des locaux, le chauffage de l'eau, la climatisation, l'éclairage, la réfrigération, la cuisson et l'utilisation de divers autres appareils. Le secteur résidentiel exclut les logements institutionnels repris dans le secteur commercial. Secteur résidentiel et commercial rassemblés forment le secteur des bâtiments. La construction des bâtiments eux-mêmes (code 23 SCIAN) est reprise dans un autre secteur, le secteur industriel.

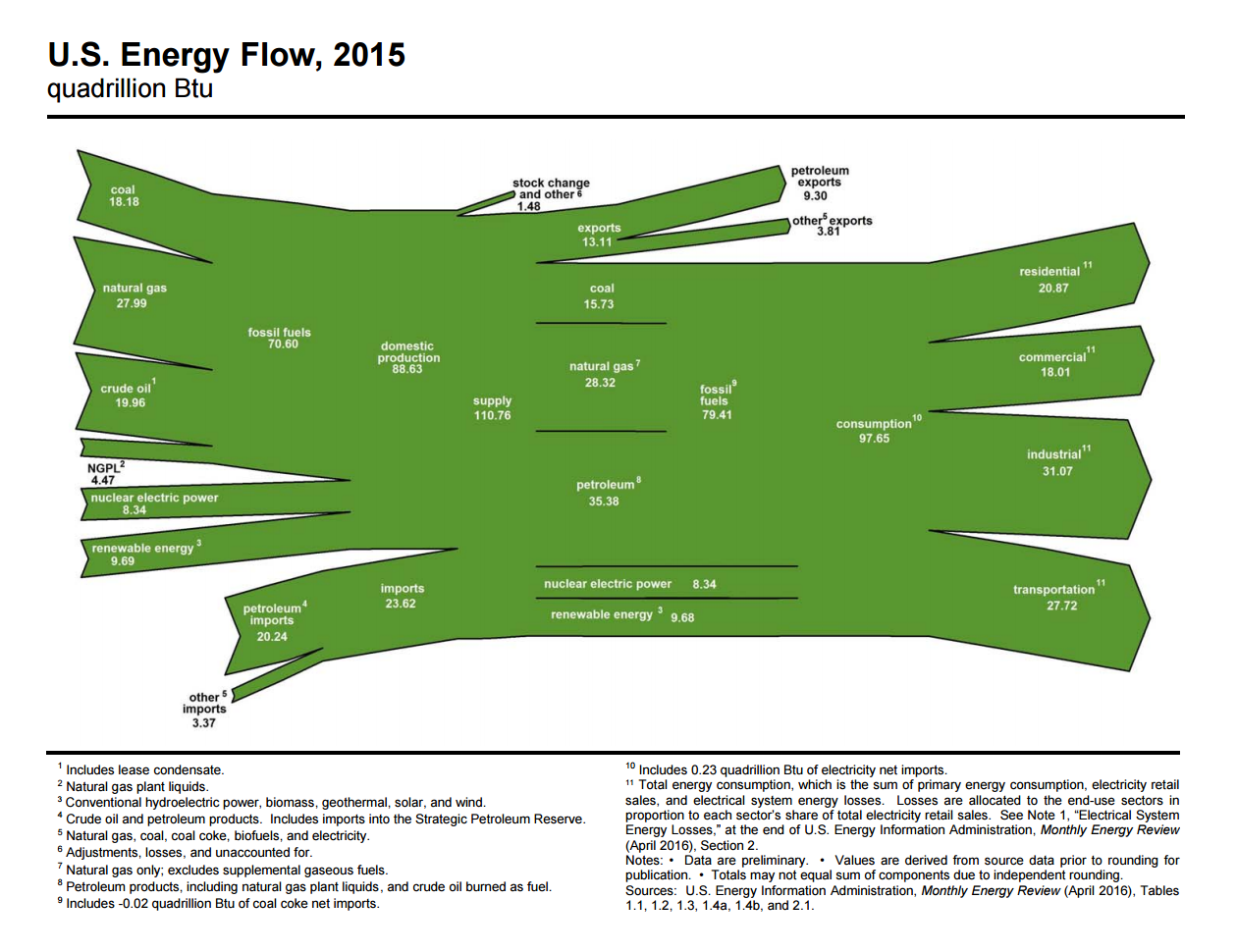
Flux d'énergie aux États-Unis en 2015

La consommation d'énergie primaire dans le secteur résidentiel a atteint aux États-Unis 20,99 quads en 2009, soit 54 % de la consommation dans le secteur des bâtiments (39 quads), et 22 % de la consommation totale d'énergie primaire aux États-Unis (97,8 quads). Près de la moitié (49 %) de cette énergie primaire a été perdue pendant la transmission et la distribution (T&D).
La consommation d'énergie a augmenté de 24 % entre 1990 et 2009. Cependant, en raison des améliorations prévues dans l'efficacité énergétique des bâtiments et des appareils électroménagers, les prévisions annuelles 2012 de l'Energy Information Administration prévoyaient en 2011 une augmentation de 13 % entre 2009 et 2035.
Le chauffage des locaux a exigé la plus grande part de la consommation d'énergie sur site à 5,23 quads, soit 45 %. Quarante-trois pour cent de l'énergie sur site a été consommée sous forme de gaz naturel. Toute l'énergie utilisée pour le refroidissement de l'espace, l'éclairage, l'électronique et la réfrigération était consommé sous forme d'électricité. L'électricité représentait 70 % de la consommation totale d'énergie primaire, mais seulement 4,95 quads d'électricité ont été effectivement livrés aux ménages américains en raison des pertes de T&D.
| Année | Consommation primaire | Consommation primaire | Consommation primaire | Consommation primaire | Consommation primaire | Consommation primaire | Consommation primaire | Consommation primaire |                | Électricité vendue au détail | Perte de réseau (T&D) | Total  |
| Année | Énergie fossile       | Énergie fossile       | Énergie fossile       | Énergie fossile       | Énergie renouvelable  | Énergie renouvelable  | Énergie renouvelable  | Énergie renouvelable  | Total primaire | Électricité vendue au détail | Perte de réseau (T&D) | Total  |
| Année | Charbon               | Gaz naturel           | Pétrole               | Total                 | Géothermique          | Solaire               | Biomasse              | Total                 | Total primaire | Électricité vendue au détail | Perte de réseau (T&D) | Total  |
| ----- | --------------------- | --------------------- | --------------------- | --------------------- | --------------------- | --------------------- | --------------------- | --------------------- | -------------- | ---------------------------- | --------------------- | ------ |
| 1950  | 1.261                 | 1.240                 | 1.322                 | 3.824                 | NA                    | NA                    | 1.006                 | 1.006                 | 4.829          | 0.246                        | 0.913                 | 5.989  |
| 2009  | NA                    | 4.883                 | 1.157                 | 6.040                 | 0.033                 | 0.060                 | 0.500                 | 0.593                 | 6.633          | 4.657                        | 9.788                 | 21.077 |
| 2010  | NA                    | 4.878                 | 1.121                 | 5.999                 | 0.037                 | 0.065                 | 0.440                 | 0.542                 | 6.540          | 4.933                        | 10.321                | 21.795 |
| 2011  | NA                    | 4.805                 | 1.028                 | 5.833                 | 0.040                 | 0.071                 | 0.450                 | 0.560                 | 6.393          | 4.855                        | 10.054                | 21.302 |
| 2012  | NA                    | 4.242                 | 0.891                 | 5.133                 | 0.040                 | 0.079                 | 0.420                 | 0.538                 | 5.672          | 4.690                        | 9.496                 | 19.857 |
| 2013  | NA                    | 5.023                 | 0.971                 | 5.994                 | 0.040                 | 0.091                 | 0.580                 | 0.711                 | 6.705          | 4.759                        | 9.604                 | 21.068 |
| 2014  | NA                    | 5.242                 | 1.008                 | 6.250                 | 0.040                 | 0.109                 | 0.587                 | 0.735                 | 6.986          | 4.801                        | 9.638                 | 21.425 |
| 2015  | NA                    | 4.777                 | 0.983                 | 5.760                 | 0.040                 | 0.127                 | 0.436                 | 0.602                 | 6.362          | 4.791                        | 9.362                 | 20.515 |
| 2016  | NA                    | 4.496                 | 0.873                 | 5.369                 | 0.040                 | 0.160                 | 0.349                 | 0.549                 | 5.918          | 4.815                        | 9.326                 | 20.059 |
| 2017  | NA                    | 4.576                 | 0.876                 | 5.451                 | 0.040                 | 0.191                 | 0.334                 | 0.565                 | 6.016          | 4.705                        | 9.237                 | 19.958 |

Dans le système impérial, le quadrillion, ou quad, est une unité de mesure d'énergie valant 1015 BTU, ou 1 PBtu (Petabritish thermal unit)
- 1 Mtep = 11,63 TWh (térawatt-heure) soit 41,87 PJ (pétajoules) ou 0,04 PBtu ou quads
- 1 PBtu ou quads = 25,2 Mtep= soit 1,055 EJ (exajoules)